# 대뇌 반구
두 개의 대뇌반구는 대뇌, 즉 척추동물의 뇌의 가장 큰 부분을 이룬다. 대뇌세로틈새라고 알려진 깊은 홈이 대뇌를 좌우 반구로 나눈다. 하지만 반구의 안쪽은 뇌량으로 연결되어 있는데, 뇌량은 뇌 중앙에 있는 거대한 신경섬유 다발로, 주요 기능은 양쪽 반구에서 오는 감각 및 운동 신호를 통합하고 전달하는 것이다. 진수류 (태반 포유류)에서는 앞교차, 뒤 맞교차, 뇌궁을 포함하여 두 반구를 연결하는 다른 신경섬유 다발도 존재하지만, 뇌량에 비해 크기가 현저히 작다.
두 가지 유형의 조직이 반구를 구성한다. 대뇌반구의 바깥층은 회색질로 이루어져 있으며, 신경세포체, 가지돌기, 시냅스로 구성되어 있다. 이 바깥층은 대뇌 피질을 이룬다 (피질은 라틴어로 "나무껍질"을 의미한다). 그 아래에는 축삭돌기와 미엘린으로 구성된 백색질의 안쪽층이 있다.
각 반구는 다시 전두엽, 두정엽, 후두엽, 측두엽으로 세분된다. 중심고랑은 두정엽과 전두엽, 그리고 일차운동피질과 일차 몸감각 피질을 분리하는 두드러진 틈새이다. 또한 네 개의 엽 중 세 개는 "극"과 관련되어 있다: 후두극, 전두극, 측두극.
반구는 육안적으로 서로 거울상이며, 인간의 뇌에서 때때로 보이는 야코블레프 비틀림과 같은 미묘한 해부학적 차이가 있다. 그럼에도 불구하고 미시적 수준에서 대뇌 피질의 세포구조는 반구 사이의 세포 기능, 신경전달물질의 양, 수용체의 유형이 현저히 비대칭적임을 보여준다. 이러한 반구 분포 차이 중 일부는 인간 또는 심지어 일부 종에 걸쳐 일관되지만, 많은 관찰 가능한 분포 차이는 특정 종 내에서 개개인마다 다르다.

## 구조
각 대뇌반구는 회색질로 이루어진 대뇌 피질의 바깥층을 가지며, 대뇌반구의 내부에는 반구중심타원체라고 알려진 백색질의 안쪽층 또는 중심부가 있다. 대뇌 반구의 내부 부분에는 가쪽뇌실, 기저핵, 백색질이 포함된다.

### 극

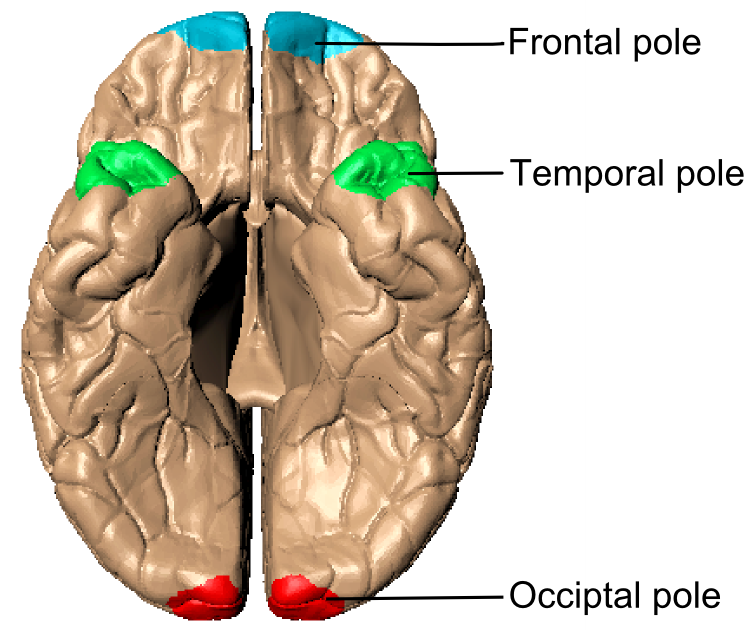
대뇌반구의 극

대뇌에는 후두극, 전두극, 측두극의 세 가지 극이 있다. 후두극은 각 반구의 후두엽의 뒤쪽 끝이다. 이는 둥근 전두극보다 더 뾰족하다. 전두극은 각 반구의 전두엽의 가장 앞쪽에 있으며, 후두극보다 더 둥글다. 측두극은 전두극과 후두극 사이에 위치하며, 각 측두엽의 중두개와의 앞부분에 자리한다.

## 구성
어느 한 반구의 윗부분을 뇌량 위 약 1.25 cm 지점에서 제거하면, 중앙의 백색질이 난형의 영역인 반구중심타원체로 드러나며, 좁고 복잡한 회색 물질의 가장자리에 둘러싸여 있고, 분할된 혈관에서 혈액이 새어 나와 생긴 수많은 작은 붉은 점들(puncta vasculosa)이 박혀 있다.
반구의 남은 부분을 약간 벌리면, 대뇌세로틈새 바닥에서 이들을 연결하는 넓은 백색 물질 띠인 뇌량이 관찰될 것이다. 뇌량을 덮는 반구의 가장자리를 labia cerebri라고 한다.
각 labium은 이미 설명된 띠이랑의 일부이며, 그것과 뇌량의 윗면 사이의 홈은 뇌량고랑이라고 불린다.
반구를 뇌량의 윗면과 같은 높이로 잘라내면, 그 구조의 백색 물질이 두 반구를 연결하는 것을 볼 수 있을 것이다.
이제 드러난 넓은 수질층은 복잡한 회색 물질의 가장자리에 둘러싸여 있으며, 이를 반구중심타원체라고 부른다. 반구중심타원체로의 혈액 공급은 표재성 중간뇌동맥에서 온다. 이 동맥의 피질 가지가 내려와 반구중심타원체에 혈액을 공급한다.

### 발달
대뇌반구는 종뇌에서 유래한다. 이들은 수정 5주 후 벽의 양측성 함입으로 발생한다.
반구는 C자 모양으로 성장했다가 다시 돌아오면서, 반구 내 모든 구조(예: 뇌실)를 함께 끌어당긴다.
뇌실사이구멍 (몬로 구멍이라고도 불림)은 가쪽뇌실과의 통신을 허용한다.
맥락얼기는 뇌실막세포와 혈관성 중간엽에서 형성된다.

## 기능

### 반구 편측성
대중심리학에서는 특정 기능(예: 논리, 창의성)이 뇌의 오른쪽 또는 왼쪽 부분에 편측화되어 있다는 일반화가 자주 이루어진다. 이러한 주장은 대부분의 뇌 기능이 실제로는 양쪽 반구에 분산되어 있기 때문에 종종 부정확하다. 비대칭성에 대한 대부분의 과학적 증거는 대중적으로 논의되는 고차원적 기능(예: 일반적인 "논리적 사고"가 아닌 문법의 무의식적 처리)보다는 저차원적 지각 기능과 관련이 있다. 이러한 일부 기능의 편측화 외에도 저차원적 표상도 신체의 반대쪽을 나타내는 경향이 있다.
확립된 편측화의 가장 좋은 예는 브로카 영역과 베르니케 영역(언어)인데, 이 둘은 종종 왼쪽 반구에만 발견된다. 이 영역들은 손쓰임과 자주 일치하며, 이는 이 영역들의 국소화가 지배적인 손의 반대쪽 반구에서 정기적으로 발견된다는 것을 의미한다. 의미론, 억양, 강조, 운율과 같은 기능 편측화는 이후 의문이 제기되었으며, 대부분 양쪽 반구에 신경학적 기반을 가지고 있음이 밝혀졌다.

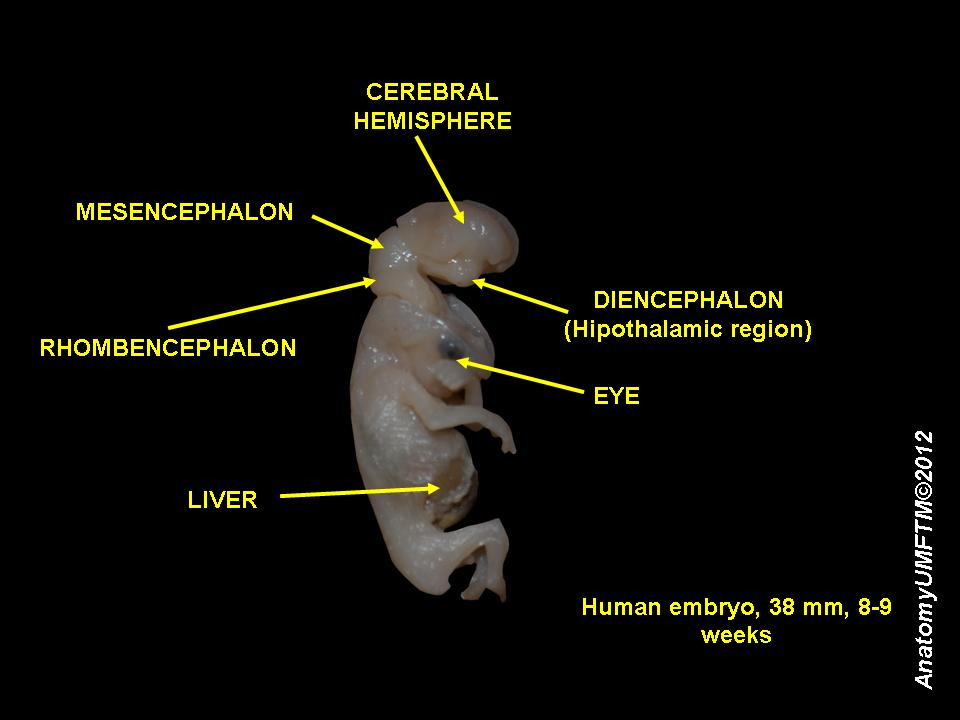
8주 된 인간 배아의 대뇌반구.

지각 정보는 양쪽 반구에서 처리되지만, 편측적으로 분할된다: 신체의 각 측면에서 오는 정보는 반대쪽 반구로 보내진다 (시각 정보는 다소 다르게 분할되지만 여전히 편측화된다). 유사하게, 신체로 보내지는 운동 제어 신호 또한 반대쪽 반구에서 온다. 따라서 손쓰임 (어떤 손을 사용하기를 선호하는지)도 반구 편측화와 관련이 있다.
어떤 면에서는 반구는 비대칭적이다; 오른쪽이 약간 더 크다. 오른쪽에는 노르에피네프린 신경전달물질 수준이 더 높고 왼쪽에는 도파민 수준이 더 높다. 오른쪽 반구는 테스토스테론에 더 민감하다. 오른쪽에는 백색질(더 긴 축삭돌기)이 더 많고 왼쪽에는 회색질(세포체)이 더 많다.
문법 및 단어 생성과 같은 언어의 선형적 추론 기능은 종종 뇌의 왼쪽 반구에 편측화되어 있다. 반대로 억양 및 강조와 같은 언어의 전체론적 추론 기능은 종종 뇌의 오른쪽 반구에 편측화되어 있다. 직관적 또는 휴리스틱 산술, 양이 음향 localization 등과 같은 다른 통합적 기능은 양쪽에서 더 양측적으로 제어되는 것으로 보인다.

## 임상적 중요성
반구중심타원체에 경색이 발생할 수 있다.
뇌전증 치료법으로, 뇌량절단술이라는 시술을 통해 반구 사이의 주요 연결을 끊기 위해 뇌량을 절단할 수 있다.
반구절제술은 뇌 반구 중 하나를 제거하거나 비활성화하는 것이다. 이는 다른 치료법에 반응하지 않는 일부 극심한 발작의 드문 시술이다.

## 추가 이미지

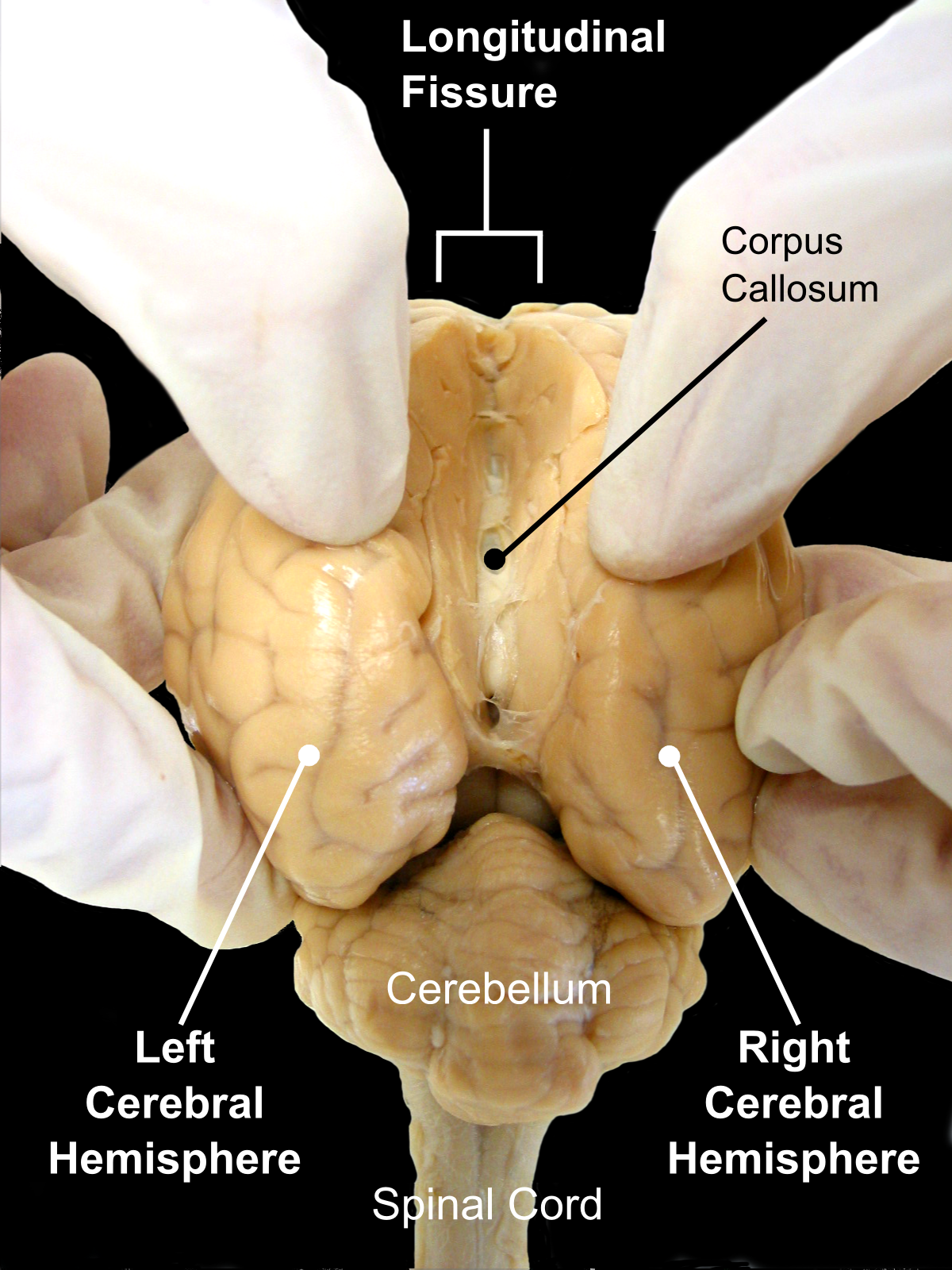
뒷면에서 본 양의 뇌. 좌우 대뇌반구를 분리하는 대뇌세로틈새를 연 모습.
가쪽면. (전두극은 대략 10번에, 후두극은 대략 17번에, 측두극은 대략 38번에 위치한다.)